# Circondario del Dithmarschen
Il circondario del Dithmarschen è un circondario (Kreis) dello Schleswig-Holstein, in Germania. Comprende 5 città e 111 comuni. Il capoluogo e centro urbano principale è Heide. Dithmarschen confina con i circondari della Frisia Settentrionale, Schleswig-Flensburgo, Rendsburg-Eckernförde, e Steinburg e con il Land di Bassa Sassonia. È bagnato dal Mare del Nord, dai fiumi Eider ed Elba e grosso modo dal Canale di Kiel.
L'attuale suddivisione amministrativa è in gran parte identica alla regione storica del Dithmarschen. Storicamente la regione è famosa per l'eroica resistenza opposta nel 1500 al re di Danimarca e per la creazione in epoca medievale di una repubblica contadina indipendente facente parte del Sacro Romano Impero e della Lega Anseatica. Il distretto di Dithmarschen fa parte della regione metropolitana di Amburgo. In passato il Dithmarschen era caratterizzato principalmente dall'agricoltura e dalla coltivazione del cavolo cappuccio: negli ultimi 100 anni si sono aggiunti la produzione di petrolio, il turismo e la produzione di energia eolica. Il circondario ospita un'importante zona industriale nel porto di Brunsbüttel.

## Geografia fisica

### Territorio
Il circondario si trova nella regione di Holstein sul Mare del Nord. A nord confina con i distretti di Frisia Settentrionale e Schleswig-Flensburgo, a est con Rendsburg-Eckernförde ea sud-est con Steinburg. Il confine del circondario segue all'incirca il Canale di Kiel a sud-est e ad est. Alcune parti dell'area di Dithmarsch si trovano a sud-est e alcune parti dell'area di Steinburg e Rendsburg a nord-ovest del canale, poiché il confine del circondario è ancora identico a quello di epoca carolingia.
Le città più grandi nelle vicinanze sono Amburgo e Itzehoe a sud-est, Husum a nord e Kiel e Rendsburg a est. Poiché le infrastrutture dei trasporti nello Schleswig-Holstein sono più sviluppate lungo la direttrice nord-sud che quella est-ovest, il circondario è principalmente orientato verso Amburgo. La sua parte meridionale, l'area economica di Brunsbüttel, appartiene alla regione metropolitana di Amburgo.

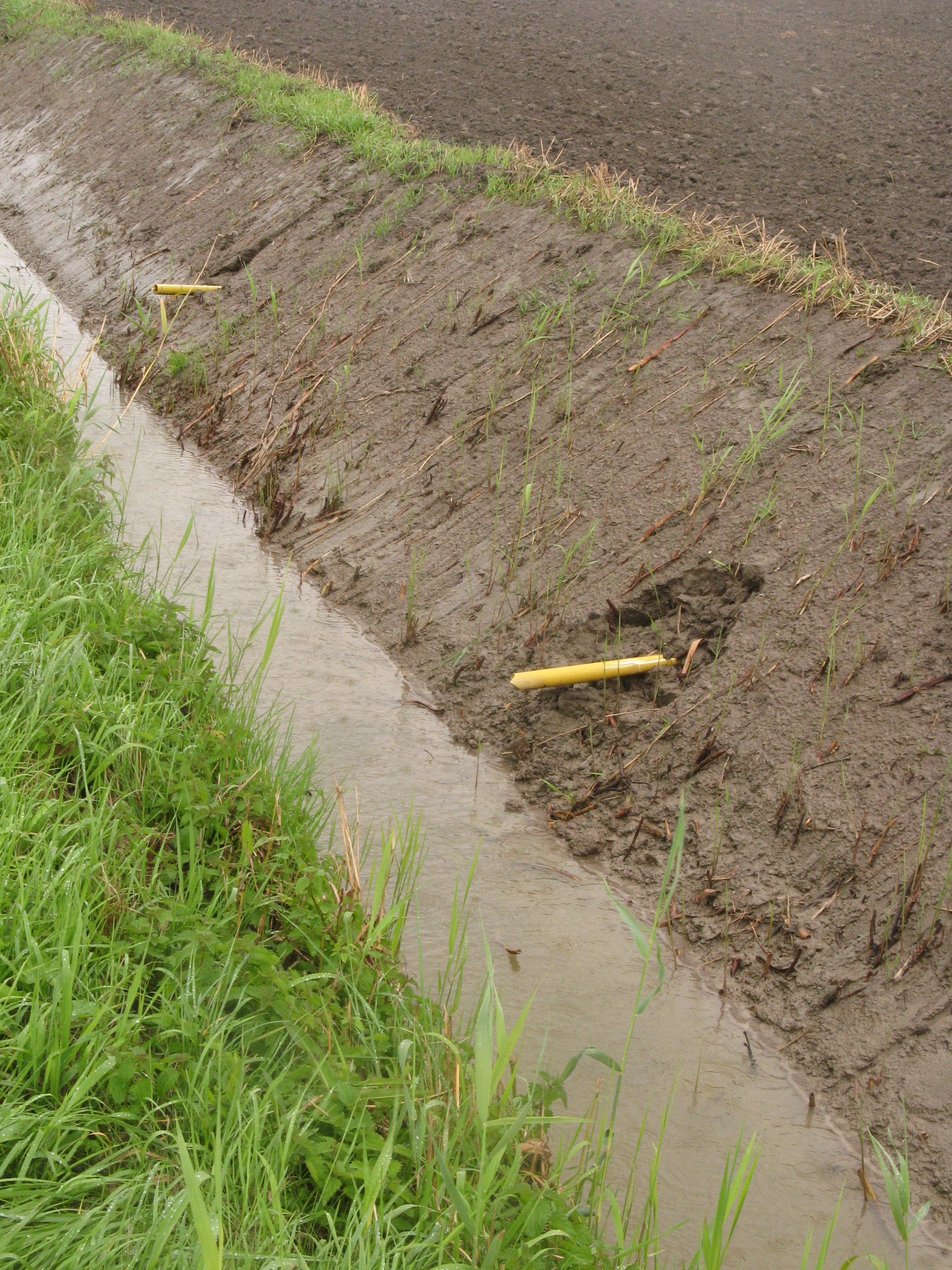
Canale di scopo per il drenaggio dell'acqua a ridosso di alcuni campi coltivati. Il drenaggio è necessario per le coltivazioni sui terreni paludosi.

### Orografia
Il paesaggio della regione deve la sua conformazione all'influenza del Mare del Nord. Da ovest a est il Dithmarschen è costituito da piane di marea, paludi, torbe e geestland. Il Mare del Nord, 6 500 anni fa, era più alto rispetto al livello odierno e la linea costiera correva allora lungo il geestland. Circa 4 500 anni fa, i nuclei di geestland erano collegati fra loro da depositi di sabbia e ghiaia. Le torbiere, i laghi e le paludi emersero quando l'area dietro questi depositi non fu più sommersa dalle acque marine. Dopo che le prime piante (salicornia) misero radici, il terreno si trasformò prima in paludi salmastre e poi in acquitrini. Questi terreni salmastri sono tra i più fertili della Germania, tanto che l'agricoltura vegetale nel Dithmarschen produce le rese più elevate nello Schleswig-Holstein.
Il paesaggio palustre è completamente piatto e copre gran parte della regione. Lo stesso tipo di paesaggio si trova sulla costa tedesca del Mare del Nord, nei Paesi Bassi e nello Jutland meridionale. Tuttavia, le paludi formatesi in questa regione, pur simili a quelle della vicina Frisia Settentrionale, sono leggermente più alte, e quindi più adatte all'agricoltura.
A causa della particolare conformazione del territorio, dall'VIII secolo circa, gli abitanti del Dithmarschen vissero su tumuli artificiali per proteggersi dal mare. Nel XII secolo iniziarono a costruire dighe per proteggere i loro pascoli e campi. A partire dal Quattrocento, iniziarono le operazioni di bonifica che resero più redditizie e più abitabili le terre.

### Idrografia
La regione ospita il mare dei Wadden al largo della costa. Tale mare è caratterizzato da differenze di marea relativamente elevate di oltre 3,2 metri. A differenza della Frisia settentrionale, Dithmarschen non ha avuto isole esterne come protezione dal mare, e si è quindi dovuto ricorrere ad un sistema di dighe più dinamico. L'isola sabbiosa di Blauort e l'isola di Trischen si spostano più di 30 metri all'anno verso la costa a causa dell'erosione e del drenaggio, e nel processo stanno perdendo considerevolmente di dimensioni; si può presumere che nuove sabbie e isole si formeranno al loro punto di partenza. I confini a terra non sono cambiati molto dai tempi di Carlo Magno, ma l'acquisizione di terreni nella palude ha quasi raddoppiato l'area della regione a partire dal XII secolo. Il circondario ha 82 km di dighe esterne lungo la costa del Mare del Nord e 40 km lungo il fiume Elba. C'è anche una serie di dighe più piccole, della lunghezza totale di 92 km lungo la costa del Mare del Nord e 29 km lungo il fiume Eideren. Dal 1973, una diga alla foce dell'Eideren ha regolato il livello dell'acqua nel fiume, riducendo la necessità di argini alla foce del fiume da 60 a 4,8 km.
Le isole sabbiose di Trischen, Tertius e Blauort sono tre banchi di sabbia appena al largo della costa. Sono tre delle poche isole sabbiose rimaste sulla costa tedesca e sono un habitat molto importante per uccelli marini e foche. Dopo diversi tentativi falliti negli anni Trenta di rendere i banchi di sabbia abitabili per gli esseri umani, ora fanno parte di un parco nazionale protetto. Una ricca avifauna si trova anche nelle praterie umide nella depressione tra Eideren, Treene e Sorge.

## Storia
In epoca preistorica, il paesaggio naturale consisteva in foreste costellate di laghi alcune baie che si estendevano in profondità nell'entroterra. Questo ambiente forniva buone risorse ai gruppi di cacciatori raccoglitori che vagavano per la regione. Alcuni siti archeologici, come quello di Fedderingen, indicano che l'area costiera era utilizzata per attività di pesca, caccia e ricerca di selci da parte dei cacciatori raccoglitori del periodo mesolitico.
Reperti e scavi archeologici hanno rivelato l'esistenza di insediamenti lungo le rive fluviali della regione sin dall'età del ferro romana negli anni 100 e 200 d.C. Al contrario, poco si sa circa gli insediamenti durante le invasioni barbariche del V secolo.

## Geografia antropica

### Suddivisioni amministrative
(Abitanti il 31 dicembre 2021)
Città indipendenti
- 1. Brunsbüttel, città (12 381)
- 2. Heide, città (21 844)

Comunità amministrative (* = Sede amministrativa)
- 1. Amt Burg-Sankt Michaelisdonn (15 589)

1. Averlak (558)
2. Brickeln (198)
3. Buchholz (988)
4. Burg* (4 184)
5. Dingen (632)
6. Eddelak (1 345)
7. Eggstedt (758)
8. Frestedt (345)
9. Großenrade (468)
10. Hochdonn (1 078)
11. Kuden (605)
12. Quickborn (174)
13. Sankt Michaelisdonn (3 498)
14. Süderhastedt (758)

- 2. Amt Büsum-Wesselburen (12 959)

1. Büsum* (4 876)
2. Büsumer Deichhausen (357)
3. Friedrichsgabekoog (56)
4. Hedwigenkoog (231)
5. Hellschen-Heringsand-Unterschaar (168)
6. Hillgroven (59)
7. Norddeich (421)
8. Oesterdeichstrich (331)
9. Oesterwurth (256)
10. Reinsbüttel (412)
11. Schülp (383)
12. Strübbel (93)
13. Süderdeich (457)
14. Warwerort (242)
15. Wesselburen, città (3 465)
16. Wesselburener Deichhausen (109)
17. Wesselburenerkoog (183)
18. Westerdeichstrich (860)

- 3. Amt Kirchspielslandgemeinde Heider Umland (15 720)
[Sede: Heide]

1. Hemmingstedt (2 867)
2. Lieth (371)
3. Lohe-Rickelshof (2 061)
4. Neuenkirchen (982)
5. Norderwöhrden (261)
6. Nordhastedt (2 838)
7. Ostrohe (908)
8. Stelle-Wittenwurth (442)
9. Weddingstedt (2 316)
10. Wesseln (1 411)
11. Wöhrden (1 263)

- 4. Amt Kirchspielslandgemeinden Eider (18 734)

1. Barkenholm (164)
2. Bergewöhrden (37)
3. Dellstedt (703)
4. Delve (756)
5. Dörpling (646)
6. Fedderingen (270)
7. Gaushorn (173)
8. Glüsing (108)
9. Groven (89)
10. Hemme (487)
11. Hennstedt* (2 023)
12. Hollingstedt (305)
13. Hövede (60)
14. Karolinenkoog (135)
15. Kleve (401)
16. Krempel (609)
17. Lehe (1 082)
18. Linden (877)
19. Lunden (1 704)
20. Norderheistedt (144)
21. Pahlen (1 153)
22. Rehm-Flehde-Bargen (533)
23. Sankt Annen (317)
24. Schalkholz (589)
25. Schlichting (237)
26. Süderdorf (348)
27. Süderheistedt (523)
28. Tellingstedt (2 675)
29. Tielenhemme (170)
30. Wallen (33)
31. Welmbüttel (400)
32. Westerborstel (110)
33. Wiemerstedt (156)
34. Wrohm (717)

- 5. Amt Marne-Nordsee (13 345)

1. Diekhusen-Fahrstedt (697)
2. Friedrichskoog (2 494)
3. Helse (826)
4. Kaiser-Wilhelm-Koog (361)
5. Kronprinzenkoog (854)
6. Marne*, città (6 061)
7. Marnerdeich (401)
8. Neufeld (614)
9. Neufelderkoog (117)
10. Ramhusen (158)
11. Schmedeswurth (176)
12. Trennewurth (241)
13. Volsemenhusen (345)

- 6. Amt Mitteldithmarschen (23 397)

1. Albersdorf (3 772)
2. Arkebek (220)
3. Bargenstedt (965)
4. Barlt (777)
5. Bunsoh (771)
6. Busenwurth (316)
7. Elpersbüttel (854)
8. Epenwöhrden (766)
9. Gudendorf (416)
10. Immenstedt (104)
11. Krumstedt (486)
12. Meldorf*, città (7 289)
13. Nindorf (1 131)
14. Nordermeldorf (587)
15. Odderade (311)
16. Offenbüttel (252)
17. Osterrade (434)
18. Sarzbüttel (702)
19. Schafstedt (1 299)
20. Schrum (70)
21. Tensbüttel-Röst (678)
22. Wennbüttel (91)
23. Windbergen (785)
24. Wolmersdorf (321)